# Actinopus rojasi
Actinopus rojasi är en spindelart som först beskrevs av Simon 1889.  Actinopus rojasi ingår i släktet Actinopus och familjen Actinopodidae.
Artens utbredningsområde är Venezuela. Inga underarter finns listade i Catalogue of Life.